# 白い巨塔 (1978年のテレビドラマ)
『白い巨塔』（しろいきょとう）は、フジテレビ系列で毎週土曜日夜9時より1時間枠（土曜劇場）で1978年6月3日から1979年1月6日まで放送された（8月26日は放送なし）テレビドラマ。全31回。本編総時間は約24時間。1979年1月20日には「総集編」も放送された。
主演は田宮二郎。山崎豊子の小説『白い巨塔』の3度目の映像化作品。その後リメイク版としてフジテレビ系列で連続ドラマが1作品（2003年版）、テレビ朝日系列でスペシャルドラマが2作品（1990年版、2019年版）製作された。
当時スキャンダル（借金・双極性障害など、詳細は田宮二郎の項目を参照）が物議をかもしていた田宮二郎（財前五郎役）の代表作かつ遺作（作品放映中に自殺）となった。

## 概要
原作小説は『白い巨塔』と『続・白い巨塔』から構成されており、それまで映像化されたものは『白い巨塔』までであったものが、当作品で初めて『続・白い巨塔』までの完全映像化がなされた（現在、原作の新潮文庫版は正編・続編を合わせて『白い巨塔』全5巻として発売中）。
田宮二郎は、1966年の映画『白い巨塔』と1965年のラジオドラマ『白い巨塔』でも財前五郎役で主演していた。特に映画版は、内外で多くの賞を総なめにした歴史的名作である。
第1話の視聴率は18.6％であった（その後は後述参照）。

## 背景
この作品は、主演の田宮二郎がドラマ化を強く要望し制作されたものであった。彼が映画版で財前五郎を演じた後に続編が書かれ、田宮は続編の結末までを演じたいと切望していた。以前にも田宮は2度にわたってテレビ局にドラマ化を提案していたが、以下の事情で実現しておらず、これは3度目の提案であった（1度目は1969年〈昭和44年〉、2度目はその数年後にドラマ化の企画をテレビ局に持ち込んだ経緯があったが、最初は五社協定により、2度目はスポンサーの了承が出なかったために実現しなかった）。また、映画で主演した当時は31歳であった田宮も、原作の財前の年齢設定（42歳）とほぼ同じ43歳になったこともあって、改めて財前を演じたいという思いが強かった。
以上の背景から、田宮の要望と原作者の山崎豊子をはじめとする周囲の協力もあって、3度目の映像化が実現した。
脚本家の鈴木尚之、原作の山崎豊子、田宮との話し合いの元に、原作に極力忠実でありつつも登場人物の性格を深く掘り下げた脚本が練られた。脇を固める俳優陣も当時の錚々たる顔ぶれが揃った。また、東佐枝子と花森ケイ子の役割が原作よりも大きくなった。また、全話の脚本を鈴木が書いただけでなく、2/3以上の演出を担当した小林俊一が全体の総監督とプロデューサーをも兼ね、全10カ月の長丁場としてはおよそ例のない単一作家体制が敷かれている。
プロデューサーの小林俊一によると、田宮は本作でメスを持つ手にリアリティを持たせる為、カエルの解剖を幾度となく繰り返していたという。

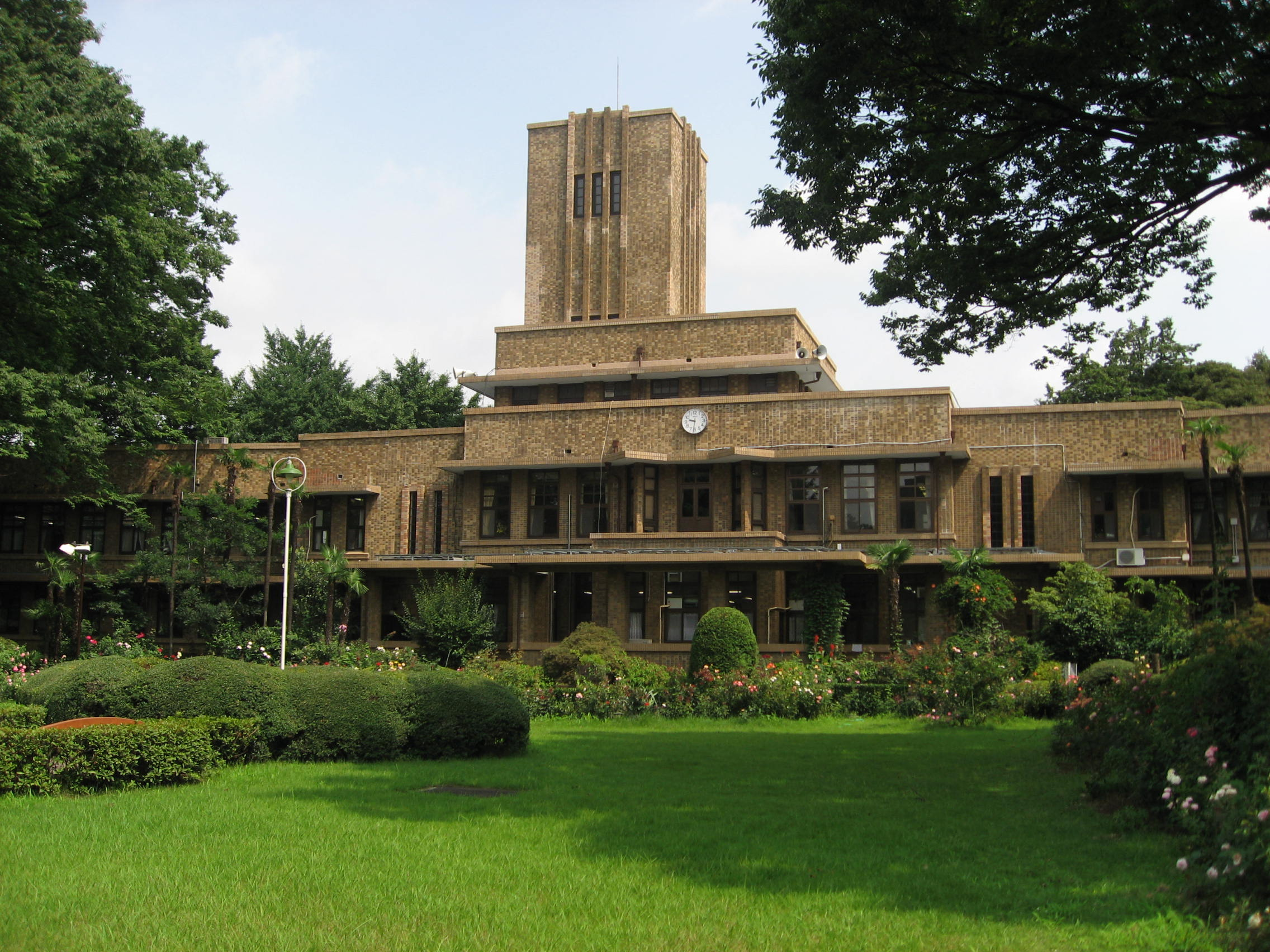
ドラマのロケで浪速大学医学部本館に使われた浴風会病院

このドラマにおける手術シーンのほとんどは、医師及び患者の許可を取って撮影された実際の映像である。クレジットタイトルには出てこないが、ロケは神奈川県伊勢原市の東海大学病院で行われた。田宮が同病院と懇意にしていたことから実現したものである。浪速大学医学部本館は、杉並区高井戸の社会福祉法人浴風会病院本館の外観を、オープニングの浪速大学医学部付属病院の外装は渋谷区渋谷の第一勧業銀行（東京事務センター）の外観をそれぞれ撮影して当てた。なお、撮影は当時のフジテレビ河田町本社およびその周辺でも多く行われており、近畿がんセンターの建物は当時のフジテレビ本社スタジオ棟の正面玄関、浪速医師会会館の建物は2009年まで実在したフジテレビ第一別館の正面玄関に看板を付けて撮影された。
1978年3月26日から撮影開始。最初の撮影は第一外科教授室で胃噴門部癌患者・佐々木庸平への薬の投与を巡って財前と里見が論争するシーン（第13話）であったが、田宮は躁うつ病（双極性障害）を患っていたこともあって異常にテンションが高かったため、「このままでは後が大変になる」と危機感を抱いた里見役の山本學が撮影を中断すると、田宮は激怒してセットの裏側に隠れてしまい、山本學が田宮に何度も謝罪してようやく撮影が再開されたという。このように撮影に情熱を傾けたかと思いきや、「ウラン（一説には石油とも言われている）の採掘権を取得した」と主張して突如トンガへと1週間出かけ、あわや撮影中止になりかけることもあった。
第18話まで収録したところで、収録は1カ月の休暇に入り、田宮は7月29日にロンドンへ旅行に出発。戻って来ないのではないかという周囲の心配をよそに9月8日に帰国した。9月17日から後半の裁判編の収録が始まったが、テンションが高かった旅行前とは一転して欝状態に陥り、田宮は泣き崩れてばかりでセリフが頭に入らなくなっていた。妻やスタッフが必死に彼を励まし続け、共演者の協力もあって収録は11月15日に無事終了。
最終話ラストシーンの財前五郎の死のシーンに際して田宮は3日間絶食してすっかり癌患者になりきり、財前の遺書も自らが書き、それを台本に加えさせた。全身に白布を掛けられストレッチャーで運ばれる財前の遺体は、自ら希望して田宮自身が演じている。収録後には「うまく死ねた」とラストシーンを自賛したという。その時に流れたBGMはモーツァルト作曲、レクイエム『涙の日 Lacrimosa』。途中で遺族が立ち止り、解剖病棟までついて行かないのは実際のモーツァルトの葬儀をヒントにしたものである。
撮影終了後の田宮はすっかり虚脱状態になり、「財前五郎の後に、どんな役を演じたらいいかわからない」とプロデューサーの小林俊一に漏らすようになっていたという。
1978年12月28日に、田宮は猟銃自殺を遂げた。この時点でドラマの未放映回が2回分残っていたが、皮肉にもそれまでは12 - 13％程度であった視聴率が12月30日の最終回直前回で急上昇し26.3%を記録。最終回はさらに上昇して31.4％にまで大幅アップした。プロデューサーの小林はこの結果に悲憤し、最終回の視聴率が発表された翌日、視聴者に対して苦言を呈するコメントを発している。
本放送では「完」と表記された後に「田宮二郎さんのご冥福をお祈りいたします」とテロップが挿入された。

## 出演
浪速大学
- 財前五郎：田宮二郎（第1話～第31話）

浪速大学医学部第一外科助教授→浪速大学医学部第一外科教授
- 里見脩二：山本學（第1話～第8話、第10話～第31話）

浪速大学医学部第一内科助教授→近畿癌センター第一診断部次長
- 東貞蔵：中村伸郎（第1話～第2話、第4話～第13話、第15話、第17話～第18話、第20話～第21話、第23話、第26話～第27話、第29話～第31話）

浪速大学医学部第一外科教授→近畿労災病院院長
- 鵜飼雅一：小沢栄太郎（第1話～第5話、第7話～第10話、第13話、第15話～第22話、第24話、第26話～第27話、第29話～第31話）

浪速大学医学部第一内科教授、浪速大学医学部長
- 大河内清作：加藤嘉（第5話、第7話～第11話、第14話、第16話～第17話、第20話、第22話～第23話、第28話）

浪速大学医学部病理学教授（浪速大学前医学部長）
- 今津：井上孝雄（第4話、第7話～第10話、第22話、第31話）

浪速大学医学部第二外科教授
- 野坂：小松方正（第7話～第10話、第22話）

浪速大学医学部整形外科教授
- 葉山：戸浦六宏（第7話～第10話、第13話、第22話、第26話～第27話、第30話）

浪速大学医学部産婦人科教授
- 則内：川部修詩（第8話～第10話、第13話、第22話）

浪速大学医学部付属病院長
- 乾：伊藤豪（第8話～第10話、第22話）

浪速大学医学部皮膚科教授
- 河合：林昭夫（第8話～第10話）

浪速大学医学部小児科教授
- 坂下：西沢武夫（第8話～第10話、第22話）

浪速大学医学部耳鼻咽喉科教授
- 滝村恭輔：西村晃（第23話）

浪速大学名誉教授（東貞蔵の前任者）
- 金井達夫：清水章吾（第5話～第6話、第11話、第13話～第14話、第17話、第25話、第27話、第30話～第31話）

浪速大学医学部第一外科講師→浪速大学医学部第一外科助教授
- 佃友博：河原崎長一郎（第1話～第11話、第13話～第15話、第17話、第19話～第22話、第24話～第31話）

浪速大学医学部第一外科医局長→浪速大学医学部第一外科講師
- 安西：伊東辰夫（第1話、第3話、第5話、第7話～第9話、第11話～第15話、第17話、第19話～第23話、第25話～第31話）

浪速大学医学部第一外科医局員→浪速大学医学部第一外科医局長
- 柳原弘：高橋長英（第1話、第3話、第5話、第7話～第9話、第11話～第21話、第23話～第31話）

浪速大学医学部第一外科医局員（佐々木庸平担当医）
- 山田：関川慎二（第1話～第2話、第5話～第7話～第9話、第11話～第14話、第17話、第19話～第23話、第25話～第30話）

浪速大学医学部第一外科医局員
- 江川達郎：坂東正之助（第21話～第23話、第25話～第28話、第30話）

浪速大学医学部第一外科医局員→舞鶴総合病院医師
- 谷山医局員：堀内正美（第2話～第3話、第5話、第8話、第15話～第26話）

浪速大学医学部第一内科医局員→近畿癌センター第一診断部員（里見脩二の助手）
- 亀山君子：松本典子（第1話、第3話～第4話、第7話～第8話、第11話～第15話、第23話～第29話）

浪速大学医学部付属病院第一外科病棟婦長→主婦
- 岡田みち子：追川泰子（第29話）

浪速大学医学部放射線科看護婦
- 藤田：今西正男（第2話、第8話～第10話、第13話）

浪速大学医学部事務長
- 浪速大学医学部付属病院第一外科総婦長：島美弥子（第3話）
- 浪速大学医学部付属病院第一外科看護婦：森沢早苗（第12話、第25話、第31話）

- 花森ケイ子：太地喜和子（第1話～第31話）

財前五郎の愛人、バー「シロー」のホステス
- 東佐枝子：島田陽子（第1話～第31話）

東貞蔵・政子の娘
- 財前杏子：生田悦子（第1話、第3話～第5話、第9話、第11話、第13話、第15話、第17話、第20話、第22話～第24話、第29話、第31話）

財前五郎の妻、財前又一の娘
- 財前一夫：木村雄（第9話、第13話、第31話）

財前五郎・杏子の息子（長男）
- 財前富士夫：佐久間良（第9話、第13話、第31話）

財前五郎・杏子の息子（次男）
- 里見三知代：上村香子（第1話～第3話、第5話～第6話、第11話、第14話～第16話、第18話、第20話～第23話、第25話、第27話、第30話）

里見脩二の妻
- 里見好彦：長谷川幹樹（第1話、第3話、第5話、第11話、第15話、第18話）

里見脩二・三知代の息子
- 里見清一：岡田英次（第1話～第2話、第5話～第6話、第14話～第16話、第18話、第20話、第25話、第28話、第30話）

里見脩二の兄、洛北大学医学部第二内科講師→開業医
- 黒川きぬ：中北千枝子（第16話、第24話、第28話、第31話）

財前五郎の実母
- 財前又一：曽我廼家明蝶（第1話～第11話、第13話、第15話～第31話）

財前産婦人科医院院長、浪速医師会副会長、財前五郎の岳父
- 岩田重吉：金子信雄（第2話～第10話、第13話、第18話～第21話、第24話、第26話、第29話～第31話）

岩田病院院長、浪速医師会会長
- 真鍋貫治：渡辺文雄（第5話～第8話、第10話、第13話、第18話～第21話、第24話、第26話、第29話～第31話）

真鍋外科病院院長、大阪市議会議員
- 東政子：東恵美子（第2話、第4話～第6話、第8話～第13話、第15話、第17話～第18話、第20話～第22話、第26話、第29話～第30話）

東貞蔵の妻、くれない会前副幹事
- 鵜飼典江：野村昭子（第2話、第15話、第22話）

鵜飼医学部長の妻、くれない会幹事
- 船尾隆：佐分利信（第4話、第6話、第9話～第10話）

東都大学医学部第二外科教授
- 菊川昇：米倉斉加年（第6話、第9話）

金沢大学医学部外科教授
- 佐々木庸平：谷幹一（第11話～第14話）

繊維業「佐々木商店」社長、胃癌患者
- 佐々木よし江：中村玉緒（第11話～第14話、第16話～第21話、第23話～第24話、第27話～第31話）

佐々木庸平の妻
- 佐々木信平：小鹿番（第13話～第21話）

佐々木庸平の弟
- 佐々木庸一：中島久之（第11話～第21話、第23話～第24話、第27話～第31話）

佐々木庸平・よし江の長男（大学生）
- 関口仁：児玉清（第15話～第23話、第27話～第31話）

第一審原告側・控訴審控訴人側弁護士、関口法律事務所所長
- 河野正徳：北村和夫（第15話、第17話～第20話、第22話、第24話～第31話）

第一審被告側・控訴審被控訴人側弁護士、河野法律事務所所長、大阪弁護士会会長
- 国平敏男：小林昭二（第22話、第24話～第31話）

控訴審被控訴人側弁護士、浪速医師会顧問弁護士
- 小山義信：田中明夫（第18話）

千葉大学医学部教授、日本癌学会会長、第一審被告側鑑定人
- 竹谷教造：下條正巳（第26話～第27話、第29話）

奈良大学医学部教授、奈良大学医学部長、控訴審被控訴人側鑑定人
- 一丸直文：庄司永建（第18話）

東北大学名誉教授、第一審原告側鑑定人
- 正木徹：高橋昌也（第23話、第29話）

関東医科大学助教授、控訴審控訴人側鑑定人
- 唐木豊一：村上冬樹（第19話）

洛北大学名誉教授、第一審裁判所鑑定人
- 村山：大森義夫（第21話）

洛北大学医学部第二外科教授
- 都留利夫：新田昌玄（第22話、第25話～第27話、第30話）

近畿癌センター病理室長、控訴審裁判所鑑定人
- 大阪地方裁判所の裁判長：大滝秀治（第17話～第20話）
- 西村：藤井聡一（第17話～第20話）
- 大阪地方裁判所の陪席判事
- 酒井：酒井郷博（第17話～第20話）
- 大阪地方裁判所の陪席判事
- 加藤：関保之（第17話～第20話）
- 大阪地方裁判所の書記官
- 箮田央弘：松本克平（第27話～第31話）

大阪高等裁判所の裁判長
- 東誠：加地健太郎（第27話～第31話）

大阪高等裁判所の陪席判事
- 海井幹夫：名取幸政（第27話～第31話）

大阪高等裁判所の陪席判事
- 加藤正：平田守（第27話～第31話）

大阪高等裁判所の書記官
- 大阪高等裁判所の廷吏：村瀬正彦（第27話～第31話）
- 大阪高等裁判所のタイピスト：五十嵐五十鈴（第27話～第30話）

- 小西きく：市川千恵子（第2話～第3話）

膵臓癌患者
- 山田うめ：北林谷栄（第20話～第26話）

奈良県十津川村の農婦、早期胃癌患者
- 山田うめの息子：金親保雄（第22話、第24話～第26話）
- 山田うめの嫁：菅原ちね子（第20話～第26話）
- 亀山雄吉：山田吾一（第25話～第28話）

三光製鋼勤務、亀山君子の夫
- 安田太一：谷幹一（二役）（第25話～第27話、第29話）

中小企業社長、胃癌患者
- 安田太一の妻：泉よし子（第29話）
- 加奈子：夏樹陽子（第22話、第25話、第27話）

クラブ「リド」のホステス
- 池沢代議士：武藤英司（第11話）

日東冷温・池沢社長の妻の弟、東貞蔵の東都大学の後輩
- 草刈：成瀬昌彦（第5話）

京神電鉄病院事務局長
- 野田華子：世樹まゆ子（第24話、第27話～第30話）

柳原弘の婚約者
- 野田文蔵：真木恭介（第24話、第31話）

野田薬局店主、野田華子の父
- 野田文蔵の妻：神田時枝（第24話）
- 市田：小澤幹雄（第14話）

平和製薬・西ドイツ駐在員
- 時江：浦里はる美（第2話～第6話、第10話～第11話、第13話、第18話～第19話）

「扇家」の女将
- 幇間：桜川ぴん助（二代目）（第13話）
- 佐々木商店の得意先：福山象三（第23話～第24話、第29話）
- 佐々木商店の客：久保晶（第30話）
- 丸高商店の店員：千葉繁（第11話～第12話、第24話）
- 毎朝新聞社会部記者：川合伸旺（第15話、第20話）
- 新聞記者：家弓家正（第15話）
- 新聞記者：三川雄三（第15話、第27話～第30話）
- 新聞記者：石黒正男（第17話～第18話、第20話）
- 新聞記者：池田武司（第17話～第18話、第20話、第27話～第31話）
- 新聞記者：須永慶（第18話、第20話、第27話～第31話）
- バー「シロー」のママ：太田淑子（第1話、第7話）
- バー「シロー」のバーテン：竹内靖（第1話、第4話、第7話、第14話、第17話～第18話、第22話～第25話、第27話、第29話）
- バー「シロー」の常連客：山本武（第1話、第5話、第21話）
- バー「シロー」の常連客：平野元（第5話）
- 東家の女中：春江ふかみ（第1話～第2話、第5話～第6話、第9話、第17話、第20話、第22話、第26話）
- 京都国立第一病院院長：早川雄三（第21話）
- 近畿医科大学教授：田島義文（第21話）
- 浪速医師会幹部：浜田寅彦（第24話）
- 浪速医師会幹部：戸沢佑介（第24話）
- 日本癌学会総会司会：嵯峨善兵（第6話）
- ピアニスト：小川京子（第7話）
- 三光製鋼工場長：永井秀明（第27話）
- 船場商人の大頭：瀬良明（第29話）

- 井上裕季子（第1話～第3話、第11話）
- 中川雅之（第1話～第2話、第5話、第7話～第9話、第11話～第14話、第19話～第21話、第23話、第25話～第30話）
- 市川勉（第1話、第3話、第8話、第13話、第22話、第26話～第27話）
- 江崎英子（第2話、第3話）
- 一戸恵美子（第2話、第3話、第5話、第8話、第12話～第14話、第18話、第22話、第25話～第27話）
- 鴨井博子（第2話～第3話、第21話、第23話～第24話）
- 弓削礼文（第2話、第5話）
- 志麻恭子（第2話、第5話、第7話、第10話、第13話、第19話）
- 鈴木澄子（第2話、第8話、第22話、第26話～第27話）
- 阿部尚子（第4話、第5話、第7話、第8話）
- 高野智子（第4話、第5話、第7話、第8話）
- 田中秀子（第4話、第11話）
- 大鹿伸一（第5話、第11話～第13話、第19話）
- 真嶋恵（第5話、第11話～第13話、第19話～第21話、第23話、第25話～第27話、第29話～第30話）
- 落合弘臣（第5話、第13話、第19話～第23話、第25話～第30話）
- 井上文夫（第8話、第9話）
- 長谷俊夫（第11話～第12話、第21話、第24話）
- ゲン五郎（第11話～第12話、第21話、第23話～第24話）
- 高橋亨（第11話～第12話）
- 山口純平（第11話～第12話、第24話）
- 高桐真（第12話、第18話、第21話）
- 大和田由紀（第13話、第14話、第17話、第20話、第22話）
- 上長千花（第14話、第17話～第18話、第22話～第25話）
- 松戸かほる（第14話、第17話～第18話、第22話～第25話）
- 平野正明（第15話、第17話、第27話～第30話）
- 船場克敏（第17話～第18話、第20話、第27話～第30話）
- アレクサンダー･ミラー（第1話）
- エリック･ガンター（第1話）
- 近松敏夫（第1話）
- 本山可久子（第1話）
- 野上正（第1話）
- 入江雅徳（第2話）
- 大久保正信（第2話）
- 大川万裕子（第2話）
- 溝口順子（第2話）
- 田中真弓（第2話）
- 西村純二（第3話）
- 村上幹夫（第3話）
- 浜村ケイ子（第3話）
- 山上茂子（第3話）
- 大月優子（第4話）
- 依田英助（第4話）
- 丸山詠二（第4話）
- 小林テル（第4話）
- 横田泰代（第5話）
- 沢柳廸子（第6話）
- 小野敦子（第8話）
- 進藤幸（第9話）
- 大村真利枝（第9話）
- 飯田悦子（第10話）
- 町田博子（第11話）
- 森康子（第11話）
- 岡田和子（第11話）
- 十部利春（第11話）
- 大原穣子（第12話）
- 小沢悦子（第13話）
- 池田勝美（第13話）
- 坂本由英（第13話）
- 逸見慶子（第13話）
- 浅井やよい（第13話）
- 高塚利子（第13話）
- 豊藤嘉（第13話）
- 前田映子（第13話）
- 藤竹修（第14話）
- エキハート・クラウキン（第14話）
- アントレアス・ゲルツ（第14話）
- ベルンハルト・カー・ヴェップ（第14話）
- エリザベス・スズキ（第14話）
- イングリート・ミヤモト（第14話）
- 夏川太輔（第15話）
- 小島文子（第15話）
- 森井睦（第15話）
- 吉原興一（第15話）
- 島田和之（第16話）
- 田辺しげる（第17話）
- 磯部稲子（第17話～第20話）
- 田村元治（第17話～第20話）
- 篠宮正一（第18話～第19話、第24話）
- 荻谷道子（第18話～第19話、第24話）
- 奥野匡（第18話）
- 松浪志保（第18話）
- 川谷和也（第20話）
- 宮沢元（第20話、第22話）
- 鶴賀二郎（第21話）
- 柴山洋子（第21話）
- 島田芳子（第21話）
- 相沢治夫（第22話）
- 平口信子（第22話、第25話）
- 高木美枝（第22話、第25話）
- 高畑すみ子（第22話、第25話）
- 戸川暁子（第24話）
- 山下和行（第24話）
- 大原栄治（第24話）
- 田村勝彦（第25話、第27話）
- 棟方巴里爾（第25話）
- 河北芳明（第25話）
- 林一夫（第25話）
- 中原潤（第25話、第27話）
- 小林尚臣（第25話）
- 渡辺よしゆき（第25話）
- 関根たかひこ（第25話）
- 波柴守（第25話）
- 和甲拓（第27話）
- 山田幸子（第27話、第29話）
- 及川潤子（第27話、第29話）
- 曽川留三子（第27話、第29話）
- とりい三枝（第27話、第29話）
- 永井玄哉（第28話）
- 小沢重雄（第28話）
- 久世靖人（第29話）
- 木崎晩生（第29話）
- 横溝弘（第29話）
- 山本邦彦（第30話）
- 青砥洋（第30話）

### 他作品と重なるキャスト
1966年映画版
- 財前五郎：田宮二郎（本作と同じ）
- 鵜飼医学部長：小沢栄太郎（本作と同じ）
- 大河内教授：加藤嘉（本作と同じ）
- 今津教授：下條正巳（本作では竹谷教造教授役）
- 安西医局員：早川雄三（本作では国立大学教授役）

1967年版ドラマ
- 船尾教授：中村伸郎（本作では東貞蔵教授役）
- 野坂教授：武藤英司（本作では池沢代議士役）

1990年版ドラマ
- 佐々木庸平／安田太一：小鹿番（本作では佐々木信平役）
- 原事務次官：新田昌玄（本作では都留利夫役）
- 控訴審裁判長：庄司永建（本作では一丸直文名誉教授役）

2003年版ドラマ
- 控訴審裁判長：戸沢佑介（本作では浪速医師会幹部役）

## スタッフ
- 製作総指揮：鹿内信隆
- 製作：浅野賢澄、田宮二郎
- 企画：東条あきら
- 原作：山崎豊子
- 脚本：鈴木尚之
- 音楽：渡辺岳夫
- 技術：杉山久夫（第1話～第31話）
- 美術：藤森信之（第1話～第31話）
- 照明：本間利明（第1話～第31話）
- カメラ：伊藤滋雄（第1話～第31話）
- 音声：大河真（第1話～第31話）
- 映像：大野哲夫（第1話～第31話）
- 録画：橋本武彦（第1話、第3話、第5話、第7話、第9話、第11話、第13話、第15話、第17話、第19話、第21話、第23話、第25話、第27話、第29話、第31話）、野中正男（第2話、第4話、第6話、第8話、第10話、第12話、第14話、第16話、第18話、第20話、第22話、第24話、第26話、第28話、第30話）
- 美術制作：江畑行彦（第1話～第31話）
- 美術進行：村野三郎（第1話～第23話)、水上啓光（第24話～第31話）
- 大道具進行：高畑達三（第1話～～第31話）
- 装飾：村木隆（第1話～第23話)、相馬徹（第24話～第31話）
- 持道具：平井文郎（第1話～第23話)、江畑博（第24話～第31話）
- 衣裳：海洲弘二（第1話～第31話）
- メイク：尾首正幸（第1話～第31話）
- 視覚効果：福島信夫（第1話～第31話）
- タイトル：川崎利治（第1話～第31話）
- 音響効果：石渡和正（第1話～第31話）
- 演出補：舛田明広（第1話～第31話）
- 文楽：吉田簑助（第22話）
- 方言指導：井上裕季子（第7話～第10話、第13話～第15話、第24話～第25話、第28話～第30話）
- 法廷場面指導：鎌倉利行（第27話～第30話）、藤本勝哉（第27話～第30話）
- 語り：家弓家正（第2話～第6話、第11話～第30話）
- 海外取材協力：ドイツ観光局
- 衣装制作：アリエス紳士服
- 衣装協力：エマ
- 医療器具：三栄調器
- 制作協力：三松
- 収録協力：椿山荘、信州製鋼所
- 協力：ラピーヌ
- 監督：青木征雄
- プロデューサー、総監督：小林俊一
- 制作：田宮企画、フジプロダクション[注釈 3]

## テーマ曲
- 「白い巨塔」 作曲：渡辺岳夫
テーマ曲冒頭にあるナレーション（院内放送）は「東教授の総回診が始まります」と「財前教授の総回診が始まります」の2種類があり、財前が教授に昇格した第11話から変更され、映像も変更された。
第5話と第8話には、全体のアレンジを多少変えたバージョン（途中からナレーション後に4小節の前奏が入る）が使用されている。また第1話と第11話に使用されたテーマ曲は、他の回で使用されたものと同じアレンジながら、音のバランスが多少異なる。
最終回ではテーマ曲は流されず、冒頭のタイトルと共に流れるオープニングの音のみが前奏を加えて流された。

## 挿入歌
- たそがれの都会(まち)（歌：田宮二郎、作詞：伊井田朗、作曲：渡辺岳夫、編曲：福井峻）
本編ではサビ部分をアレンジしてインストゥルメンタル版にしたものが使用された。レコードB面は渡辺岳夫作曲のオープニングテーマ曲。

## 放映日程
| サブタイトル | 放送日        | 脚本     | 演出              | 視聴率 |
| ------------ | ------------- | -------- | ----------------- | ------ |
| 第1回        | 1978年 6月3日 | 鈴木尚之 | 小林俊一          | 18.6%  |
| 第2回        | 6月10日       | 鈴木尚之 | 小林俊一          | 11.8%  |
| 第3回        | 6月17日       | 鈴木尚之 | 小林俊一          | 14.4%  |
| 第4回        | 6月24日       | 鈴木尚之 | 小林俊一          | 13.9%  |
| 第5回        | 7月1日        | 鈴木尚之 | 小林俊一          | 13.2%  |
| 第6回        | 7月8日        | 鈴木尚之 | 小林俊一          | 9.5%   |
| 第7回        | 7月15日       | 鈴木尚之 | 小林俊一          | 10.6%  |
| 第8回        | 7月22日       | 鈴木尚之 | 小林俊一          | 8.5%   |
| 第9回        | 7月29日       | 鈴木尚之 | 小林俊一          | 9.6%   |
| 第10回       | 8月5日        | 鈴木尚之 | 小林俊一          | 9.2%   |
| 第11回       | 8月12日       | 鈴木尚之 | 青木征雄          | 7.4%   |
| 第12回       | 8月19日       | 鈴木尚之 | 青木征雄          | 9.0%   |
| 第13回       | 9月2日        | 鈴木尚之 | 青木征雄          | 11.5%  |
| 第14回       | 9月9日        | 鈴木尚之 | 青木征雄          | 11.5%  |
| 第15回       | 9月16日       | 鈴木尚之 | 青木征雄          | 12.1%  |
| 第16回       | 9月23日       | 鈴木尚之 | 青木征雄          | 8.9%   |
| 第17回       | 9月30日       | 鈴木尚之 | 青木征雄          | 10.1%  |
| 第18回       | 10月7日       | 鈴木尚之 | 青木征雄          | 10.4%  |
| 第19回       | 10月14日      | 鈴木尚之 | 青木征雄          | 11.2%  |
| 第20回       | 10月21日      | 鈴木尚之 | 小林俊一 青木征雄 | 11.0%  |
| 第21回       | 10月28日      | 鈴木尚之 | 小林俊一          | 12.2%  |
| 第22回       | 11月4日       | 鈴木尚之 | 小林俊一          | 14.4%  |
| 第23回       | 11月11日      | 鈴木尚之 | 小林俊一          | 13.3%  |
| 第24回       | 11月18日      | 鈴木尚之 | 小林俊一          | 11.8%  |
| 第25回       | 11月25日      | 鈴木尚之 | 小林俊一          | 12.3%  |
| 第26回       | 12月2日       | 鈴木尚之 | 小林俊一          | 13.0%  |
| 第27回       | 12月9日       | 鈴木尚之 | 小林俊一          | 13.2%  |
| 第28回       | 12月16日      | 鈴木尚之 | 小林俊一          | 13.0%  |
| 第29回       | 12月23日      | 鈴木尚之 | 小林俊一          | 13.2%  |
| 第30回       | 12月30日      | 鈴木尚之 | 小林俊一          | 26.3%  |
| 終章         | 1979年 1月6日 | 鈴木尚之 | 小林俊一          | 31.4%  |

1978年8月26日は、「土曜ナイター・ヤクルト対巨人」延長のため休止（そのため、第13回以降は1週繰り下げとなり、最終回は年が明けてからの放送となった）

### ダイジェスト日程
| 話数        | 放送日         | サブタイトル | 放送時間    | 巻数 |
| ----------- | -------------- | ------------ | ----------- | ---- |
| 第一章      | 2004年 8月16日 | 野望         | 15:30-16:30 |      |
| 第二章      | 8月17日        | 画策         | 15:00-16:00 |      |
| 第三章      | 8月18日        | 醜態         | 15:00-16:00 |      |
| 第四章      | 8月19日        | 波紋         | 15:00-16:00 |      |
| 第五章      | 8月20日        | 過信         | 15:00-16:00 |      |
| 第六章      | 8月21日        | 証言         | 13:00-17:30 |      |
| 最終章 前編 | 8月22日        | 闇雲         | 13:00-14:55 |      |
| 最終章 後編 | 8月22日        | 回帰         | 16:00-17:25 |      |

## 備考

### 再評価
本放送後の再放送はフジテレビで3回、テレビ東京で1回あったが、年月を経てそれもなくなっていたところ、2001年に全話収録のビデオ全11巻、2002年にはDVD全9巻が発売され更に予告編も含む全話が完全収録されたDVD-BOXが発売され、現在はレンタル版もリリースされている。2003年には同じフジテレビにて、唐沢寿明主演で再ドラマ化され高視聴率を挙げたこともあって、田宮版が改めて注目されるようになり、2003年10月には石川テレビ（2話連続放送）が、2004年8月16日〜8月22日には、全31話を合計13時間に再編集した特別版がフジテレビ（関東地区）、仙台放送（ヨジテレビ! ドラマ枠内）で放送され、また2005年1月1日〜1月3日に、再びフジテレビ721で全話連続放送（放送時間は1日14:00〜22:30(1話〜10話)、2日14:00〜22:30(11話〜20話)、3日14:00〜23:00(21話〜31話)）されたこともあって再び見直された。また、放送ライブラリーでは、第1話を閲覧することが出来る。

### その他
- 本作の放送終了3ヵ月後から同じ山崎原作のテレビドラマ『不毛地帯』（毎日放送制作・TBS系）が放送され、脚本も本作と同じ鈴木尚之が担当したため、本作に出演した俳優の多くがMBS版『不毛地帯』にも出演している。
- 1981年放送の『オレたちひょうきん族』にてパロディにされたことがあり、当ドラマの医局設定を企業に置き換えたものをとり行っていた。なお当ドラマのテーマ曲がこちらで使用されていた。
- 1994年の養命酒のCMで、山本學がこれまでの役者人生を振り返る際に当ドラマの収録中に撮影されたモノクロ写真[注釈 6] が紹介された。
- 2014年のサントリートクホのボスのCMで当ドラマを意識し同じテーマ曲を使用したパロディ仕立てにした物が製作された。